# Curse LLC
Curse é um portal de jogos e rede de sites de jogos fundado por Hubert Thieblot em 2006. A empresa está sediada em Huntsville, Alabama, e possui escritórios em São Francisco, Nova Iorque, Los Angeles, Brighton (Reino Unido) e, Berlim. Afirmando ser o "a central número um em recurso para jogadores on-line", Quantcast (empresa americana de tecnologia especializada em medição de audiência) estimou em 2013 tráfego mensal de 30 milhões de visitantes. Curse Inc tem várias funções primárias, o mais notável dos quais incluem um add-on e serviço de chamada ao cliente para jogos como World of Warcraft, Rift, The Elder Scrolls V: Skyrim, Terraria, Kerbal Space Program, e Minecraft, uma coleção de mais de 1000 wikis de jogos conhecidos como Gamepedia e um serviço de voz sobre IP (VOIP) chamado Curse Voice.
Curse Inc. anteriormente patrocinou equipes profissionais, conhecidos coletivamente como equipe Curse, que competiu em League of Legends e Call of Duty  patrocínio que, além de várias vitórias de alto perfil têm recebido de empresas como a Nissan, Alienware, e Cooler Master, em janeiro de 2015 Equipe Curse se fundiu com a Team Liquid sob a denominação desta organização.
Enquanto Curse Inc. inicialmente oferecido modificações e complementos por si só através do seu site Curse-Beta, têm expandido ofertas para incluir serviços de wiki, Cliente Curse, CurseForge, CurseVoice, Union for Gamers, BukkitDev e conteúdo produzidos para o YouTube.
Em 16 de agosto, 2016, Curse Inc. anunciou que tinha concordado em ser adquirida pela Amazon.com, através de sua subsidiária Twitch.tv por uma quantia não revelada.
Em 12 de dezembro de 2018, a Wikia Inc anunciou a aquisição da Curse.